# 결혼합시다 (2002년 드라마)
《결혼합시다》는 2002년 7월 15일부터 2002년 12월 27일까지 방영된 한국방송공사 2TV 일일연속극인데 15명의 인물이 모두 짝사랑, 앙숙으로 얽혀있다는 혹평을 받았다.

## 기획 의도
1> 영원한 고전 '로미오와 줄리엣'의 사랑이야기.
결혼 컨설턴트를 하는 집안과 심부름센터를 경영하는 집안, 두 가문의 얘기다. 직업상 한 집안은 선남선녀를 연결시켜주려 하고, 또다른 집안은 애써 연결시켜준 남녀를 갈라서게 하는 역할을 할 수밖에 없어 한 빌딩에 위치한 결혼정보회사와 흥신소는 자연스럽게 앙숙이 될 수밖에 없다. 게다가 흥신소를 결혼상담소로 전환함으로써 두 집안의 경쟁은 점입가경이 된다. 이렇게 견원지간의 두 집안이 자식들로 인해 화해를 하고, 사돈이 되는 과정을 통해 시청자들에게 유쾌한 웃음과 진한 감동을 주고자 한다.
2> 결혼... 그 영원한 풀리지 않는 숙제에 대한 고찰.
아시아국가 중 1위, OECD 국가 중 8위! 우리나라 이혼율의 실태다. 다양한 결혼관과 결혼생활을 보여줌으로써 10쌍의 부부 중 3쌍이 이혼을 한다는 요즘의 세태에 대해 경종을 울리고, 결혼의 진정한 의미와 사랑의 의미를 다시 한 번 되새기는 계기가 되고자 한다.
3> 경쾌한 로맨틱 코미디와 진한 멜로의 이원적 구조.
같은 시간대에 방영하는 에피소드 나열의 연속성 없는 시트콤, 다소 무겁고 식상한 시대극과 차별화 하고자 한다. 시트콤의 가벼운 분위기와 일일극의 연속성 있는 줄거리의 내용으로 더 많은 시청자들을 수용하고 공감하고자 한다.
4> 매회 등장하는 까메오와 다채로운 에피소드로 다양한 볼거리 제공.
웨딩컨설턴트와 심부름센터라는 공간적인 배경은 다양한 까메오를 출연시킬 수 있고, 전 연령 대에 거쳐 다양한 캐릭터들이 교차하면서 신선한 에피소드들과 파격적인 형식을 엮어내 좀 더 새롭고 신선한 드라마를 제작할 수 있으리라 확신한다.

## 줄거리
견원지간의 두 집안이 자식들로 인해 화해를 하고, 사돈이 되는 과정을 그린 드라마

## 등장 인물

### 주요 인물
- 김창숙 : 오춘희 역
- 주현 : 탁송백 역
- 이아현 : 문수경 역
- 임지은 : 문여경 역 (중도하차)
- 김정민 : 문승준 역 (중도하차)
- 홍수현 : 문채경 역
- 이성용 : 박시현 역
- 유민 : 탁연화 역 (중도하차)
- 전재룡 : 강민기 역 (중도하차)
- 조형기 : 조중섭 역
- 최준용 : 최준영 역 (중도하차)
- 맹상훈 : 김석우 역
- 김은수 : 우수미 역
- 전영준

### 그 외 인물
- 송채환 : 사라장 역
- 김영미 : 배일남 역 (2002년 9월 초부터 합류했으나 1달 만에 중도하차)
- 고동현 : 배수호 역
- 윤기원 (중도합류)
- 김승민
- 고용화
- 전해룡
- 김소미
- 손민우
- 최범호
- 김애란
- 서춘화
- 김민희
- 이민우 : 민기 역
- 정종준 : 민기의 아버지 역
- 장정희
- 이배국
- 정재곤
- 정요숙
- 김진아
- 이기영
- 이효정
- 손종범
- 문회원
- 김호영
- 김영선
- 박찬환
- 손호균
- 권성덕
- 김석
- 최우혁 : 한성민 역
- 이순재 : 한성민의 아버지 한기수 역
- 김학준 : 최광석 역
- 성인자
- 박영지
- 안홍진
- 윤유선
- 김주영
- 양미경
- 최주봉
- 나재균
- 하다솜
- 이칸희
- 신충식
- 구보석
- 권은아
- 김용선
- 이정훈
- 오현섭
- 신귀식 : 최병철 역
- 김혜옥
- 서권순
- 김영임
- 오승현
- 전운 : 형수 역
- 한춘일 : 형수네 집 문지기 역

## 결방
- 2002년 9월 20일 : 8시 50분부터 추석특집 《아버지와 아들 - 월드컵 스타 김남일》 이 편성되어 8시 20분 프로그램 《스타 집현전》과 동시 결방
- 2002년 11월 8일 : 6시부터 프로야구 한국시리즈 5차전 《삼성 라이온즈 VS LG 트윈스 》 중계가 길어져 결방
- 2002년 12월 12일 : 청룡영화상 시상식 편성으로 인해 결방

## 참고 사항
- 대부분의 배우들이 다른 드라마에 겹치기 출연을 한 데 이어[2] 비정상적인 내용 등으로 비난을 받았다.
- 초반에는 SBS 시트콤 <대박가족>에게 밀려 고전하였다. 이 작품이 2002년 11월 5일부터 6시 30분으로 이동하면서 시작된 SBS 시트콤 <똑바로 살아라>에게도 밀려 시청률 부진을 면치 못했다. 2002년 11월 4일 시작되어 월~목 9시 30분 편성된[3] iTV 일일드라마 <해바라기 가족>의 연출자 맹만재 PD가 TBC-KBS 출신이라 아픔은 두 배였다.
- 당초 2002년 11월 말 끝낼 계획이었으나 후속작 <헬로! 발바리>의 남녀주인공 확정 문제 등을 고려하여 1달 늘린 12월 말 막을 내렸다. 세 차례의 결방 때문에 연장 후 기획된 120부작에서 3편 축소된 117회 만에 조기종영되었다.
- 담당 PD 장수봉(외주제작사 제이에스픽쳐스 소속)[4]은 <결혼합시다>의 조기종영 후 제이에스픽쳐스와 결별했으며 해당 작품의 실패 뒤 KBS 2TV 일일드라마는 한동안 '무늬만' 외주제작 형식이기도[5] 했다.